# Claviatură

Exemplu de claviatură muzicală (trei octave)

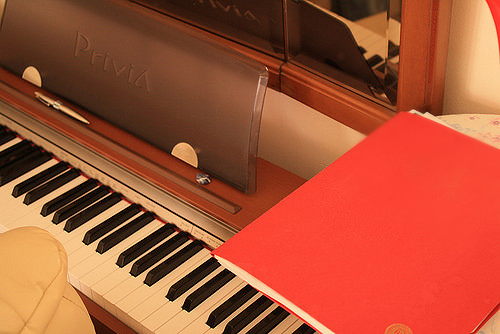
Claviatura unui pian digital

O claviatură reprezintă totalitatea clapelor sau a butoanelor unui instrument muzical. Claviaturile cuprind de regulă clapele necesare pentru expresia muzicală a celor 12 note ale scării muzicale occidentale, printr-o combinație de clape mai mari și mai lungi, alături de unele mai mici, într-o înșiruire care se repetă la un interval de o octavă.Clapele negre sunt deformari ale celor 12 note ale scării muzicale. 